# Olympe Aguado

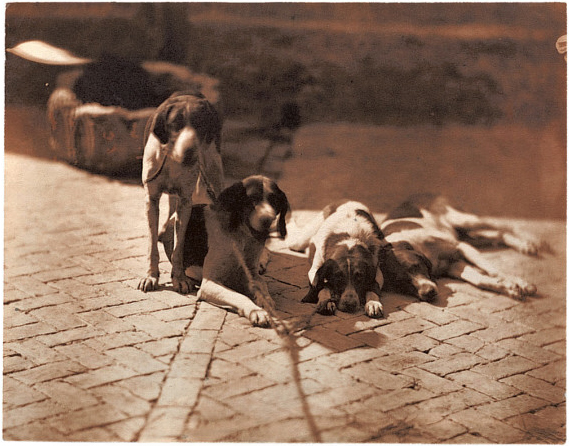
Lovečtí psi, Aguado byl známý svými fotografiemi zvířat, asi 1853

Olimpio Clemente Augusto Alejandro („Olympe“) Aguado (3. února 1827 Paříž – 25. října 1894 Compiègne) byl francouzský fotograf a průkopník amatérské fotografie.

## Život a dílo
Olympe Aguado byl synem bohatého pařížského bankéře Alexandre Aguado (pocházejícího původně ze Španělska), jeho bratr Onesipe Aguado (1827–1894, někdy psáno Onésime) také fotografoval.
Olympe Aguado se o fotografii dozvěděl na konci čtyřicátých let devatenáctého století od fotografa Gustava Le Graye. Dne 15. listopadu 1854 v Paříži spoluzaložil skupinu Société française de photographie a byl nadšeným bohatým amatérským fotografem. Začal s technikou daguerrotypie, později přešel ke kalotypii.
Spolu se svým bratrem Onesipem v roce 1855 otevřeli ateliér v Paříži, kde fotografovali portréty. Kromě ateliéru fotografovali hodně v nejvyšších aristokratických kruzích, včetně francouzského soudu. Jako umělecký fotograf byl většinou známý žánrovými výjevy a fotografiemi zvířat. Pořizoval často takzvané „tableaux-vivants“ (živé obrazy). Od konce padesátých let se úspěšně zúčastnil několika výstav.
Aguadova díla jsou ve sbírkách fotografického oddělení Orsay v Paříži, ve Francouzské národní knihovně a Muzeu moderního umění v New Yorku.

## Výstavy
- Portraits d'artistes, Paříž, Francie, 1986
- Olympe Aguado (1827–1894) photographe, musée de Strasbourg, 1997
- Présent dans l'exposition Gustave Le Gray, Francouzská národní knihovna, 2002
- Le photographe photographié, l'autoportrait en France, de 1850 à 1914, Paříž, Francie, 2004
- Un dilettante chez les primitifs, 1850–1865, Galerie Baudoin Lebon, Paříž, Francie, 2004
- Figures et portraits, Paříž, Francie, 2006

## Galerie

### Fotografie Olympa Aguada

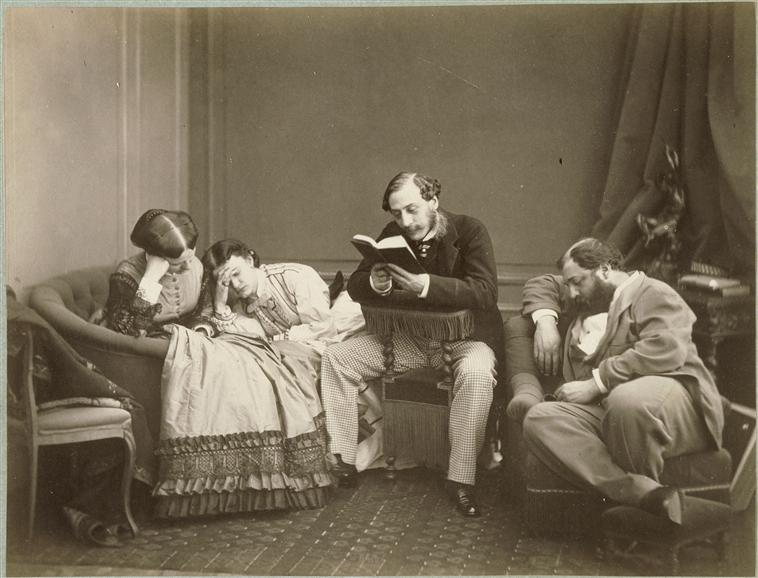
Čtení, albuminový tisk ze skleněného kolodiového negativu, mezi 1862 a 1864, sbírka Musée d'Orsay
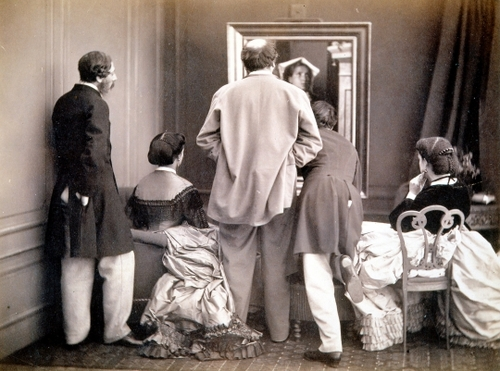
Obdiv, 1860
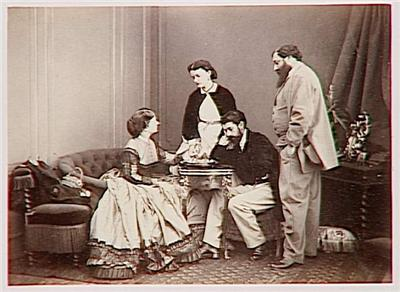
Scéna v interiéru, Olympe a Onesime se ženami, 1856
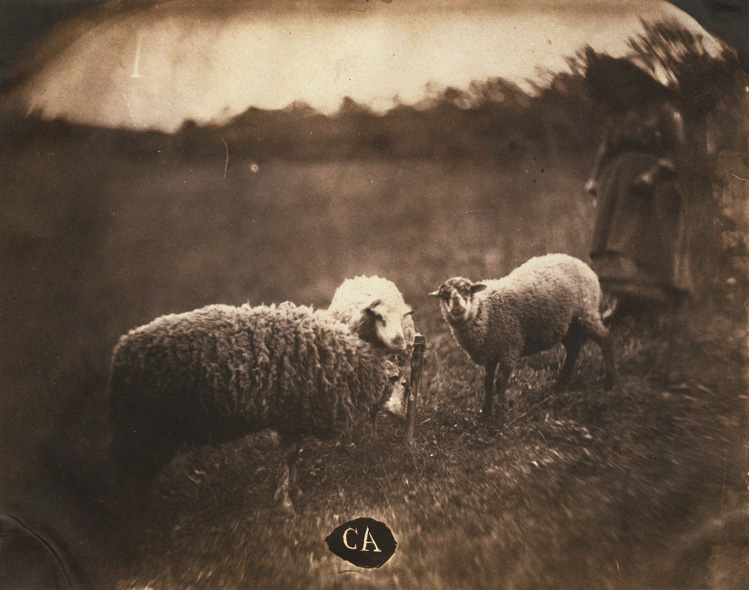
Ovce s pasačkou
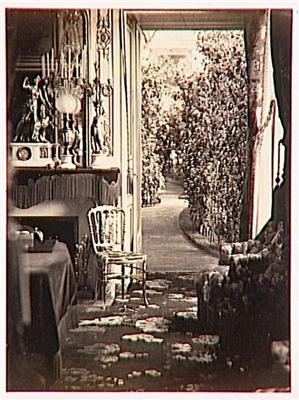
Zámek ve francouzském Sivry, interiér

### Fotografie Onésipa Aguada

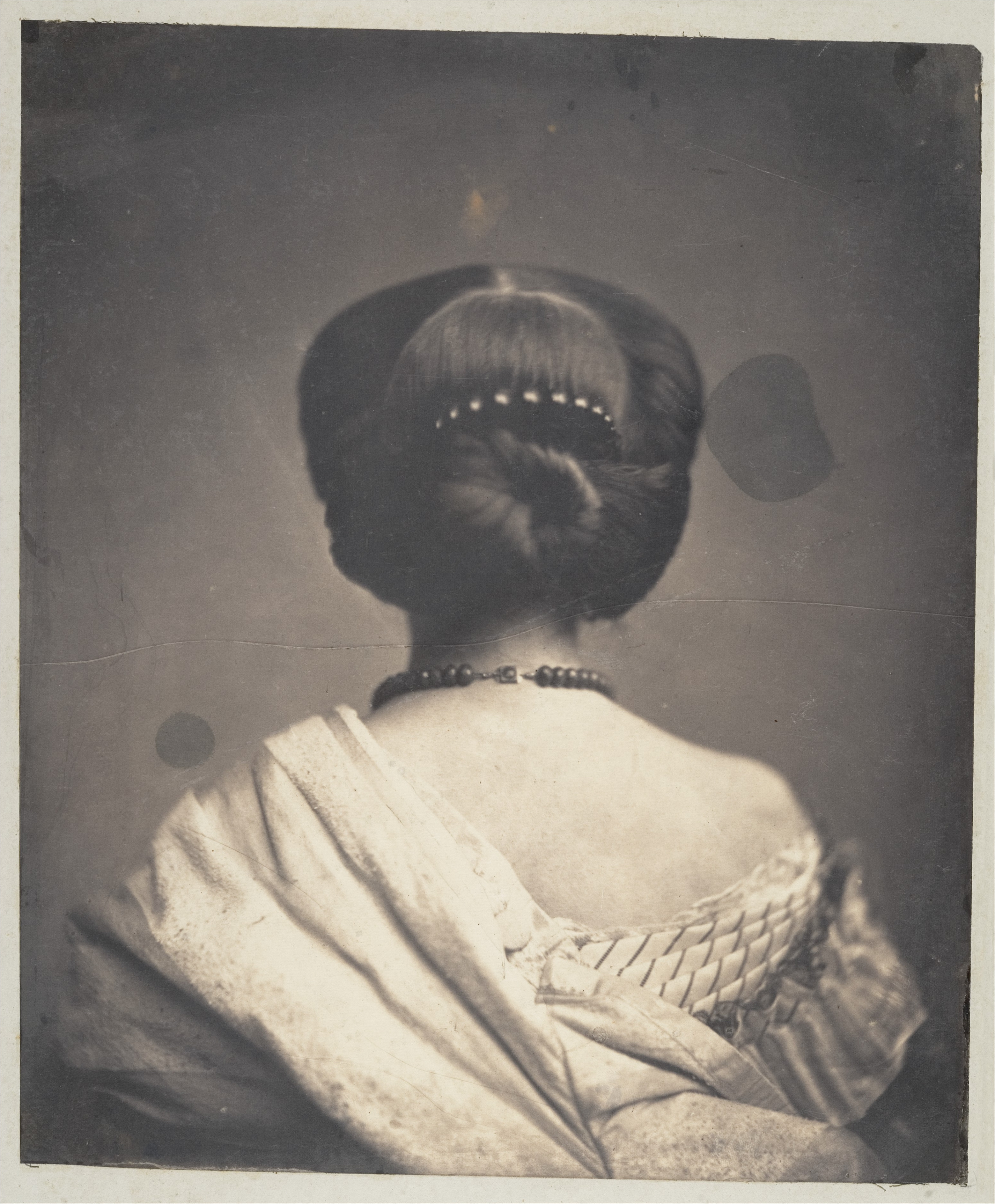
Woman Seen from the Back, 1861